# Boxa als Jocs Olímpics d'estiu de 2016
Als Jocs Olímpics d'Estiu de 2016, realitzats a la ciutat de Rio de Janeiro (Brasil), es disputaran tretze proves de boxa, deu en categoria masculina i tres en categoria femenina. Les proves es realitzaran entre els dies 6 i 21 d'agost al pavelló número 6 de Riocentro.

## Resum de medalles

### Categoria masculina
| Prova           | Or                          | Plata                      | Bronze                     |
| - 49 kg detalls | Hasanboy Dusmatov (UZB)     | Yuberjén Martinez (COL)    | Joahnys Argilagos (CUB)    |
| - 49 kg detalls | Hasanboy Dusmatov (UZB)     | Yuberjén Martinez (COL)    | Nico Hernández (EUA)       |
| - 52 kg detalls | Shakhobidin Zoirov (UZB)    | Misha Aloyan (RUS)         | Yoel Finol (VEN)           |
| - 52 kg detalls | Shakhobidin Zoirov (UZB)    | Misha Aloyan (RUS)         | Hu Jianguan (CHN)          |
| - 56 kg detalls | Robeisy Ramírez (CUB)       | Shakur Stevenson (EUA)     | Vladimir Nikitin (RUS)     |
| - 56 kg detalls | Robeisy Ramírez (CUB)       | Shakur Stevenson (EUA)     | Murodjon Akhmadaliev (UZB) |
| - 60 kg detalls | Robson Conceição (BRA)      | Sofiane Oumiha (FRA)       | Lázaro Álvarez (CUB)       |
| - 60 kg detalls | Robson Conceição (BRA)      | Sofiane Oumiha (FRA)       | D. Otgondalai (MGL)        |
| - 64 kg detalls | Fazliddin Gaibnazarov (UZB) | Lorenzo Sotomayor (AZE)    | Vitaly Dunaytsev (RUS)     |
| - 64 kg detalls | Fazliddin Gaibnazarov (UZB) | Lorenzo Sotomayor (AZE)    | Artem Harutyunyan (GER)    |
| - 69 kg detalls | Daniyar Yeleussinov (KAZ)   | Shakhram Giyasov (UZB)     | Mohammed Rabii (MAR)       |
| - 69 kg detalls | Daniyar Yeleussinov (KAZ)   | Shakhram Giyasov (UZB)     | Souleymane Cissokho (FRA)  |
| - 75 kg detalls | Arlen López (CUB)           | Bektemir Melikuziev (UZB)  | Misael Rodríguez (MEX)     |
| - 75 kg detalls | Arlen López (CUB)           | Bektemir Melikuziev (UZB)  | Kamran Shakhsuvarly (AZE)  |
| - 81 kg detalls | Julio César La Cruz (CUB)   | Adilbek Niyazymbetov (KAZ) | Mathieu Bauderlique (FRA)  |
| - 81 kg detalls | Julio César La Cruz (CUB)   | Adilbek Niyazymbetov (KAZ) | Joshua Buatsi (GBR)        |
| - 91 kg detalls | Evgeny Tishchenko (RUS)     | Vasiliy Levit (KAZ)        | Rustam Tulaganov (UZB)     |
| - 91 kg detalls | Evgeny Tishchenko (RUS)     | Vasiliy Levit (KAZ)        | Erislandy Savón (CUB)      |
| + 91 kg detalls | Tony Yoka (FRA)             | Joe Joyce (GBR)            | Filip Hrgović (CRO)        |
| + 91 kg detalls | Tony Yoka (FRA)             | Joe Joyce (GBR)            | Ivan Dychko (KAZ)          |

### Categoria femenina
| Prova           | Or                     | Plata                  | Bronze                    |
| - 51 kg detalls | Nicola Adams (GBR)     | Sarah Ourahmoune (FRA) | Ren Cancan (CHN)          |
| - 51 kg detalls | Nicola Adams (GBR)     | Sarah Ourahmoune (FRA) | Ingrit Valencia (COL)     |
| - 60 kg detalls | Estelle Mossely (FRA)  | Yin Junhua (CHN)       | Mira Potkonen (FIN)       |
| - 60 kg detalls | Estelle Mossely (FRA)  | Yin Junhua (CHN)       | Anastasia Belyakova (RUS) |
| - 75 kg detalls | Claressa Shields (EUA) | Nouchka Fontijn (NED)  | Dariga Shakimova (KAZ)    |
| - 75 kg detalls | Claressa Shields (EUA) | Nouchka Fontijn (NED)  | Li Qian (CHN)             |

## Medaller
| Posició | País            | Or | Plata | Bronze | Total |
| 1       | Uzbekistan      | 3  | 2     | 2      | 7     |
| 2       | Cuba            | 3  | 0     | 3      | 6     |
| 3       | França          | 2  | 2     | 2      | 6     |
| 4       | Kazakhstan      | 1  | 2     | 2      | 5     |
| 5       | Rússia          | 1  | 1     | 3      | 5     |
| 6       | Estats Units    | 1  | 1     | 1      | 3     |
| 6       | Regne Unit      | 1  | 1     | 1      | 3     |
| 8       | Brasil          | 1  | 0     | 0      | 1     |
| 9       | R.P. de la Xina | 0  | 1     | 3      | 4     |
| 10      | Azerbaidjan     | 0  | 1     | 1      | 2     |
| 10      | Colòmbia        | 0  | 1     | 1      | 2     |
| 12      | Països Baixos   | 0  | 1     | 0      | 1     |
| 13      | Alemanya        | 0  | 0     | 1      | 1     |
| 13      | Croàcia         | 0  | 0     | 1      | 1     |
| 13      | Finlàndia       | 0  | 0     | 1      | 1     |
| 13      | Marroc          | 0  | 0     | 1      | 1     |
| 13      | Mèxic           | 0  | 0     | 1      | 1     |
| 13      | Mongòlia        | 0  | 0     | 1      | 1     |
| 13      | Veneçuela       | 0  | 0     | 1      | 1     |
| Total   | Total           | 13 | 13    | 26     | 52    |